# Rio Tuul
O rio Tuul (em mongol:  Туул гол, tuul significa "para percorrer"; em fontes mais antigas Tola) é um rio que corta o centro e norte da Mongólia, considerado sagrado pelos mongóis. 

## Características e História
Possui 704 km de extensão e sua bacia possui 49 840 km². O rio é chamado "Rio Duluo" no Suishu (Livro de Sui), uma obra histórica chinesa concluída em 636. A História Secreta dos Mongóis, de 1240, frequentemente menciona a "floresta negra do rio Tuul" como local onde o palácio de Wang Khan estava localizado (Genghis Khan o visitava frequentemente e posteriormente tornou seu dono). O Tuul é geralmente chamado Khatan Tuul ou Rainha Tuul, similar ao Rio Onon, que é chamado Onon Khatan Ijii ou Rainha-mãe Onon.
Originário da Reserva natural Khan-Khentein-Nuruu nos Montanhas Khentii, o rio Tull atravessa a parte sul da capital da Mongólia, Ulan Bator. É um afluente do Rio Orkhon, que deságua no rio Selenga, que por sua vez flui para Rússia e Lago Baikal. O rio Tuul também corre pelo Parque Nacional Khustain Nuruu. Fica congelado de meados de novembro a meados de abril. Florestas de salgueiro crescem ao longo do rio Tuul. O rio é o lar de espécies ameaçadas de esturjão.

## Atualmente
O rio está sofrendo com a poluição, parte causada pela instalação da estação de tratamento de esgotos de Ulan Bator, e parte pela poluição de minerais pesados e sedimentação causada por mineração de ouro no distrito de Zaamar. Além disso, a chegada constante de pessoas para se instalar perto do rio pode estar causando uma degradação da qualidade da água.